# Ford GT
De Ford GT is een supercar met middenmotor. De carrosserie is een twee-zits coupé. Deze bolide werd ontworpen in 2005 als een soort rencarnatie van de Ford GT40, een waar beest datzijn oorsprong vond in de racerij in de jaren 60, en dermate succesvol en populair werd, dat het uitgroeide tot een waar icoon. 
Op de North American Internationale Autoshow van 2002, zei Ford dat het een heel nieuw model op de markt zou brengen op basis van de GT40 en werd er een concept car onthuld. In 2005 werd de auto op de markt gebracht, nadat de productie vanaf 2003 al van start ging. Van 2003 tot 2007 werden er 4038 exemplaren gemaakt.
Van de 4038 exemplaren werden er in 2004 550 gemaakt, in 2005 1900 en in 2006 waren er 1600 gemaakt. Van de 4500 GT's kwamen er 100 naar Europa.
De GT heeft een V8-motor met 5400 CC inhoud. Deze geeft de GT zo'n 550 pk (410 kW) en doet er 3,5 seconden over om 100 km per uur te halen, komt na 7,4 seconden tot de 160 km/u en de 241 km/u was geslecht in 16,9 seconden. De topsnelheid ligt op 330 km per uur. Verbruik voor op de snelweg lag op 12 liter per 100 kilometer en in de stad 20 liter per 100 kilometer.
In 2016 stond er een nieuw model gepland voor Ford. De auto werd geproduceerd in 2016 omdat het toen 50 jaar geleden was dat de Ford GT40 in 1966 voor het eerst de 24 uur Le Mans won. Deze Ford GT haalt 600 pk uit een 3,5 lit3er twin-turbo V6 EcoBoost-motor met Met zijn 1310 kilo is hij relatief licht in zijn klasse. Hij beschikt tevens over een semi-automatische transmissie met zeven versnellingen.

## Tweede generatie Ford GT

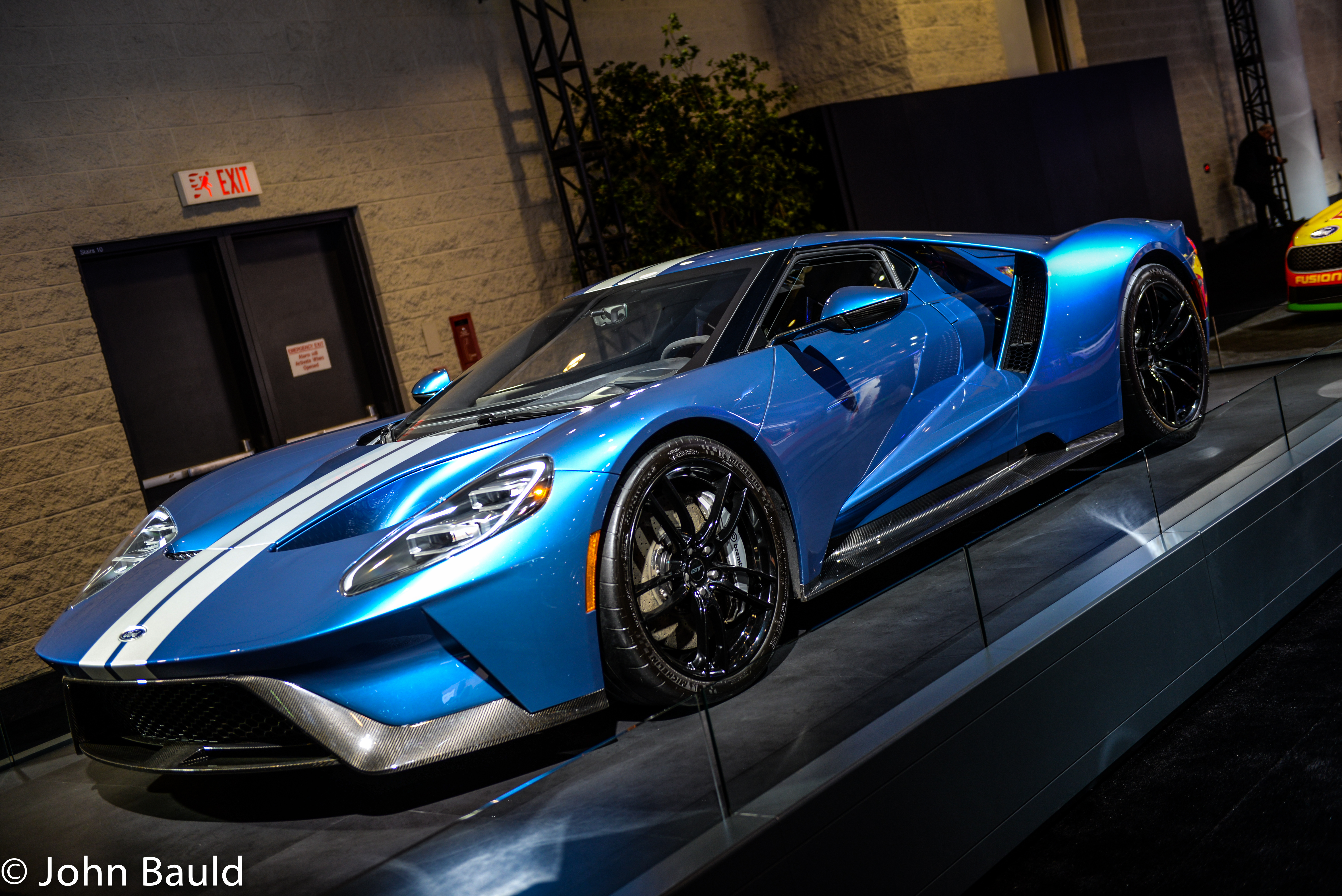
De tweede generatie Ford GT

Sinds 2017 is er een nieuw model van de Ford GT op de markt. De productie van dit model is begonnen in 2016. De Ford GT gaat in 3,1 seconden van 0 naar 100 km/u en heeft een topsnelheid van 384 km/u.